# Ochosternus potensis
Ochosternus potensis là một loài bọ cánh cứng trong họ Elateridae. Loài này được Montrouzier miêu tả khoa học năm 1860.